# Robert Mackay Stodart
Robert Mackay Stodart, avstralski general in politik škotskega rodu, * 15. september 1879, † 29. junij 1956.
Med letoma 1896 in 1918 je bil član Parlamenta Queenslanda.